# Martin Linnes
Martin Linnes (ur. 20 września 1991 w Sanderze) – norweski piłkarz grający na pozycji prawego obrońcy lub pomocnika. Od 2021 jest zawodnikiem klubu Molde FK.

## Kariera klubowa
Swoją karierę piłkarską Linnes rozpoczął w klubie Sander IL. W 2010 roku został zawodnikiem klubu Adeccoligaen, Kongsvinger IL. Zadebiutował w nim 5 maja 2010 w zwycięskim 1:0 wyjazdowym meczu z Sandefjord Fotball. W Kongsvingerze spędził dwa sezony.
Na początku 2012 roku Linnes podpisał kontrakt z pierwszoligowym klubem Molde FK. 23 marca 2013 zaliczył w nim debiut w Tippeligaen w wygranym 2:1 domowym spotkaniu ze Strømsgodset IF. W 2012 roku wywalczył z Molde tytuł mistrza Norwegii. W 2013 roku zdobył Puchar Norwegii, a w sezonie 2014 – wywalczył dublet (mistrzostwo oraz puchar).
W 2016 roku Linnes przeszedł do Galatasaray SK. Zadebiutował w nim 6 lutego 2016 w zremisowanym 0:0 domowym meczu z Konyasporem.
| Sezon   | Klub           | Kraj     | Rozgrywki    | Mecze | Bramki |
| ------- | -------------- | -------- | ------------ | ----- | ------ |
| 2010    | Kongsvinger IL | Norwegia | Adeccoligaen | 15    | 0      |
| 2011    | Kongsvinger IL | Norwegia | Adeccoligaen | 26    | 1      |
| 2012    | Molde FK       | Norwegia | Tippeligaen  | 24    | 1      |
| 2013    | Molde FK       | Norwegia | Tippeligaen  | 24    | 4      |
| 2014    | Molde FK       | Norwegia | Tippeligaen  | 28    | 4      |
| 2015    | Molde FK       | Norwegia | Tippeligaen  | 28    | 2      |
| 2015/16 | Galatasaray SK | Turcja   | Süper Lig    | 10    | 0      |
| 2016/17 | Galatasaray SK | Turcja   | Süper Lig    |       |        |

## Kariera reprezentacyjna
Linnes grał w młodzieżowych reprezentacjach Norwegii. Był w kadrze U-21 na Mistrzostwa Europy U-21. Wraz z Norwegią dotarł do półfinału tego turnieju.
W dorosłej reprezentacji Norwegii Linnes zadebiutował 15 listopada 2013 w przegranym 1:2 towarzyskim meczu z Danią, rozegranym w Herning. W 86. minucie meczu zmienił Omara Elabdellaouiego.